# Vieux-Moulin (Oise)
Vieux-Moulin település Franciaországban, Oise megyében. Lakosainak száma 600 fő (2022. január 1.). Vieux-Moulin Compiègne, Cuise-la-Motte, Pierrefonds, Saint-Jean-aux-Bois és Trosly-Breuil községekkel határos.

## Népesség
A település népessége az elmúlt években az alábbi módon változott:
| Lakosok száma | 626  | 648  | 685  | 644  | 629  | 615  | 600  | 597  | 600  |
|               | 2013 | 2015 | 2016 | 2017 | 2018 | 2019 | 2020 | 2021 | 2022 |